# Програма підтримки Європейським Союзом вугільної галузі України
Проект TACIS «Програма підтримки вугільного сектору» — програма ЄС, яка тривала у 2009-2011 рр.

## Параметри програми
- Бюджет програми становив близько €9 млн.
- Мета програми - розбудова спроможності української вугільної галузі, розробка стратегії її реформування, включаючи

екологічні та соціальні питання і безпеку праці.
Значимий здобуток Програми - розробка Генерального плану розвитку вугільної
промисловості України. В його рамках виконано оцінку 134 шахт. План включає програму з реструктуризації вугільної промисловості на період до 2012 року, а також прогноз до 2017-го. Програма містить рекомендації із залучення інвестицій та програму комплексної трансформації вугільного сектору. 
У галузі екології розроблено Каталог забруднених ділянок внаслідок видобувної діяльності для 172 шахт. Для 97 проведено аналіз ризику. 

## Пілотні проекти
Пілотні проекти з Програми реалізовані на шахтах „Довжанська-Капітальна” та „Краснолиманська”. Для цих шахт запроваджено нову систему управління безпекою та охороною праці. Розроблено пілотний проект з дегазації для шахти "Самсонівська-Західна" (компанія „Краснодонвугілля”). На „Довжанській-Капітальній” та „Краснолиманській” працює міжнародний стандарт безпеки праці.